# Alfredo Luis Somoza
Alfredo Luis Somoza (Buenos Aires, 24 dicembre 1957) è un giornalista, conduttore radiofonico, saggista e attivista italiano.

## Biografia
Nato a Buenos Aires nel quartiere di Villa Devoto, ha frequentato il Liceo classico Instituto Libre de Segunda Enseñanza e successivamente l'Università del Salvador (Storia). Durante la Dittatura militare dirige la rivista clandestina di controinformazione culturale "Viramundo" e per questo motivo viene perseguitato dal regime. Approda in Italia nel 1982 dove ottiene lo status di Rifugiato dall'UNHCR. Nel 1984 ottiene la cittadinanza italiana in base allo ius sanguinis in quanto figlio di cittadina italiana.
Dal 1983 comincia la sua carriera come giornalista radiofonico a Radio Popolare di Milano. Conduce per 8 anni la prima rubrica radiofonica in Italia sull'attualità e la cultura latinoamericana, Los Aretes que le faltan a la Luna; per 5 anni la prima rubrica radiofonica italiana dedicata all'attualità e alla cultura africana, Pianeta Africa; oltre a diversi cicli tematici su storia e cultura e personaggi latinoamericani insieme allo storico brasiliano José Luiz Del Roio. Collaboratore della redazione esteri di Radio Popolare, dal 2012 cura una sua rubrica per il quotidiano radiofonico Esteri. Dal 1985 ha collaborato, come esperto di politica internazionale, con Radio Vaticana, Radio Blusat, Radio Svizzera Italiana, Radio Lombardia, Radio Capodistria, Circuito Marconi, Radio Universidad (La Plata), Radio Diez (Buenos Aires). Nel 2012 ha creato la testata on line Dialoghi.info sui temi della globalizzazione. Cura un blog sull'Huffington Post edizione italiana e collabora con la rivista di geopolitica Eastwest.
Nel 1986 ha svolto la sua prima ricerca presso il CESPI di Milano, con finanziamento della Provincia di Milano, sul tema "coca, cocaina e narcotraffico". Il rapporto finale è stato pubblicato in Brasile. Dal 1994 fa parte del nucleo promotore del turismo responsabile in Italia e nel 1998 è fondatore e primo presidente dell'Associazione Italiana Turismo Responsabile (AITR).
Ha rappresentato il movimento del turismo sostenibile nei Forum Sociali Mondiali di Porto Alegre ed svolge docenze in master e corsi universitari sul turismo dell'Università di Bergamo, Università di Bologna sede di Rimini, Università Milano Bicocca, ISPI (Istituto per gli Studi di Politica Internazionale (Milano). Nel 2008 è tra i fondatori di Earth (European Association on Responsible Tourism and Hospitality) con sede a Bruxelles. Nel 2008 ha fondato il Cietyd (Centro Internacional de Estudios sobre Turismo y Desarrollo) presso l'Universidad Nacional de Lanús, Argentina. Direttore dal 1996 al 2002 e Presidente dal 2003 dell'Istituto Cooperazione Economica Internazionale (ICEI) di Milano. Nel 2017 ICEI è stato riconosciuto con l'Ambrogino d'Oro del Comune di Milano. Dal 2019 è direttore di Young Radio (11) e Presidente di Colomba, Associazione delle ong della Lombardia (). È docente di Sviluppo e cooperazione in America Latina presso l'Università Cattolica del Sacro Cuore di Milano.

## Opere
- Coca, Cocaina e narcotraffico, Ed. Icone, San Paolo, Brasile, 1990.
- Colombo, Ed. CLUP, Milano, 1991 e Ed. Icone, San Paolo, Brasile, 1992
- Tupac Amaru, Ed CLUP, Milano, 1993
- Guida al Mondo a rischio, Ed. Theoria, Roma 1994, Ed. Airplane-Calderini, Bologna, 1998
- La Nuova geografia dei continenti, Mondatori-Elemond, Milano, 1996
- Costa Rica, ClupGuide, Milano, 1997.
- L'Europa del 2000, UTET, Torino, 1999.
- Argentina-Uruguay, ClupGuide, Milano, 1996. Nuova edizione 2001
- Guida ai viaggi ad occhi aperti, Airplane, Bologna, 2003
- Il libro del Turismo 2006, De Agostini editore, Novara, 2006
- Guida ai viaggi ad occhi aperti, Airplane, Bologna, 2007
- Buenos Aires, non solo tango, I Tesori di Airplane, Bologna, 2008
- Atlante Economico, Sole24 Ore-De Agostini, Novara, 2009 (curatore)
- Oltre la crisi. Appunti sugli scenari globali futuri, collana Saggistica, Napoli, CentoAutori, 2013.
- Il viaggio e l'incontro. Che cos'è il turismo responsabile, Milano, Altreconomia, 2016.
- Sinistra desaparecida, collana Irruzioni, Roma, Castelvecchi, 2017.
- con Gabriella Saba, Un Continente da Favola, Torino, Rosenberg & Sellier, 2018.
- I grandi eventi che hanno cambiato il mondo dal 1950 ad oggi, Milano, White Star, 2019
- Siamo già oltre? La globalizzazione tra fake e smart. Torino, OGzero, 2021
- Mezzo secolo di America Latina. Dal golpe alla moneda al nuovo ordine globale. Torino, Rosenberg & Sellier, 2023